# Paul Westercamp
Paul Westercamp (* 11. Mai 1839 in Wissembourg (Elsass); † 6. März 1920 in Straßburg (Elsass)) war ein elsässer Notar, Kunst- und Antiquitäten-Sammler und Mäzen.

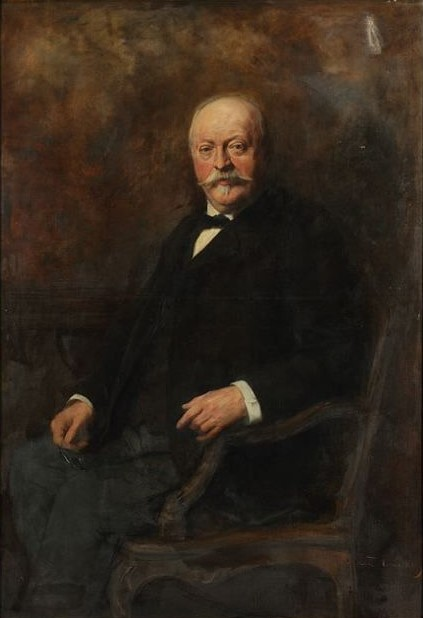
Paul Westercamp

## Leben
Hinweis: Bis 1918 war der Name Weißenburg statt Wissembourg gebräuchlich und wird daher hier verwendet.
Paul Westercamp wurde als Sohn einer alteingesessenen Notarsfamilie in Weißenburg geboren. Sein Vater war Jean Charles Émile Westercamp (1799–1871), ebenfalls Notar und französischer Abgeordneter von 1848 bis 1851 für die Groupe Montage (linke Anhänger der Revolution, Gegner der Restauration). Charles Émile war der Sohn von Louis Westercamp, der ab 1800 Notar in Weißenburg war. Das Notariat Westercamp war öfter im Auftrag der Stadt Weißenburg tätig, z. B. 1849 beim Verkauf der städtischen Mühle und einer Gerberei.
Paul Westercamp sammelte Antiquitäten und Kunst. Er interessierte sich besonders für die lokale Geschichte. Weißenburg und Umgebung hat viele Überreste einer bewegten Geschichte seit dem frühen Mittelalter, die man im 19. Jahrhundert wiederentdeckte. Nach der Annexion wurde der Kreis Weißenburg von Joseph Philipp von Stichaner regiert, der ebenfalls an der lokalen Geschichte interessiert war und sich für den Erhalt des Erbes einsetzte.
Zu Beginn des 20. Jahrhunderts wurde in Weißenburg der Altertumsverein gegründet, der sich für die Erforschung und den Erhalt der lokalen Geschichte einsetzte und der sich aus Notablen der Gegend zusammensetzte, es waren sowohl zugewanderte Deutsche als auch einheimische Franzosen Mitglieder. Um die gesammelten Stücke ausstellen zu können, beschloss der Verein, ein Museum zu gründen. 1909 konnte der Bürgermeister von Weißenburg, Charles Frédéric Teutsch, ein Gebäude in der Altstadt erwerben, dank einer Spende in Höhe von 10.000 Mark von Paul Westercamp. Zum Vergleich, der Jahreslohn eines Facharbeiters in der Chemie betrug 1900 ca. 1.400 Mark. Das Museum wurde 1912 eröffnet und trägt bis heute den Namen Museum Westercamp (Musée Westercamp). Nach dem Ersten Weltkrieg zog das Archiv der Stadt Wissembourg in einen Teil der Räume ein.

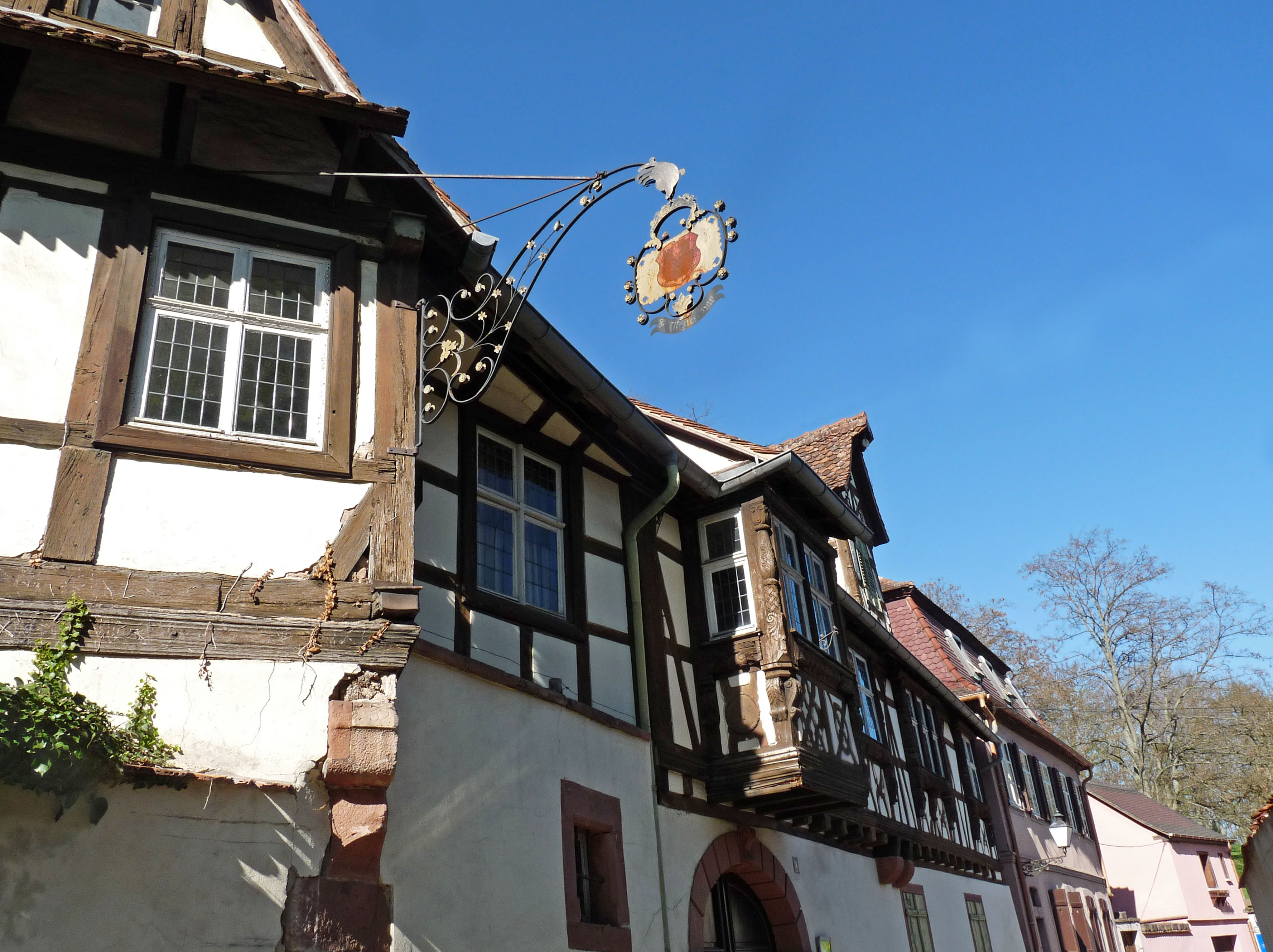
Musée Westercamp

Nach seiner Pensionierung zog Paul Westercamp nach Straßburg, wo eine Straße in der Nähe der Orangerie nach ihm benannt ist.
Im Jahr 1908 stiftete Westercamp seine Sammlung von ca. 400 jüdischen Objekten der Société d'histoire israélites d'Alsace, die heute im Musée Alsacien de Strasbourg ausgestellt ist.
Im Jahr 1911 stiftete Paul Westercamp sein Wohnhaus in Weißenburg am Quai Anselmann, welches seit 1799 von der Familie bewohnt wurde, der Kirchengemeinde Sankt Johannes in Weißenburg als Altersheim. Die Fondation Westercamp (Stiftung Westercamp) besteht bis heute (2023).